# Aix-Villemaur-Pâlis
Aix-Villemaur-Pâlis is een commune nouvelle in het Franse departement Aube in de regio Grand Est. De gemeente maakt deel uit van het arrondissement Troyes. De gemeente kwam tot stand door een fusie van Aix-en-Othe, Palis en Villemaur-sur-Vanne. In de voormalige gemeente Aix-en-Othe is het bestuurlijk centrum gevestigd. De gemeente telde 3.336 inwoners op 1 januari 2022.

## Geschiedenis
Tot 22 maart 2015 behoorde Palis tot kanton Marcilly-le-Hayer in het arrondissement Nogent-sur-Seine en Villemaur-sur-Vanne tot het kanton Estissac in het arrondissement Troyes. Op die dag werden beide kantons opgeheven en Palis werd samen met de gemeente Planty overgeheveld en Villemaur-sur-Vanne werd, net als de overige gemeenten van kanton Estissac, ook in het kanton Aix-en-Othe opgenomen. Op 1 januari 2016 fuseerde Aix-en-Othe met Palis en Villemaur-sur-Vanne tot de huidige commune nouvelle, waarvan Aix-en-Othe de hoofdplaats werd. Aangezien deze gemeente onder het arrondissement Troyes valt veranderde Palis hierdoor van arrondissement.

## Geografie
De oppervlakte van Aix-Villemaur-Pâlis bedraagt 75,3 vierkante kilometer; Op 1 januari 2022 was de bevolkingsdichtheid 44,3 inwoners per km².
De Vanne stroomt door de gemeente, die ligt in de landstreek Pays d'Othe.
De autosnelweg A5 loopt door de gemeente.
De onderstaande kaart toont de ligging van Aix-Villemaur-Pâlis met de belangrijkste infrastructuur en aangrenzende gemeenten.

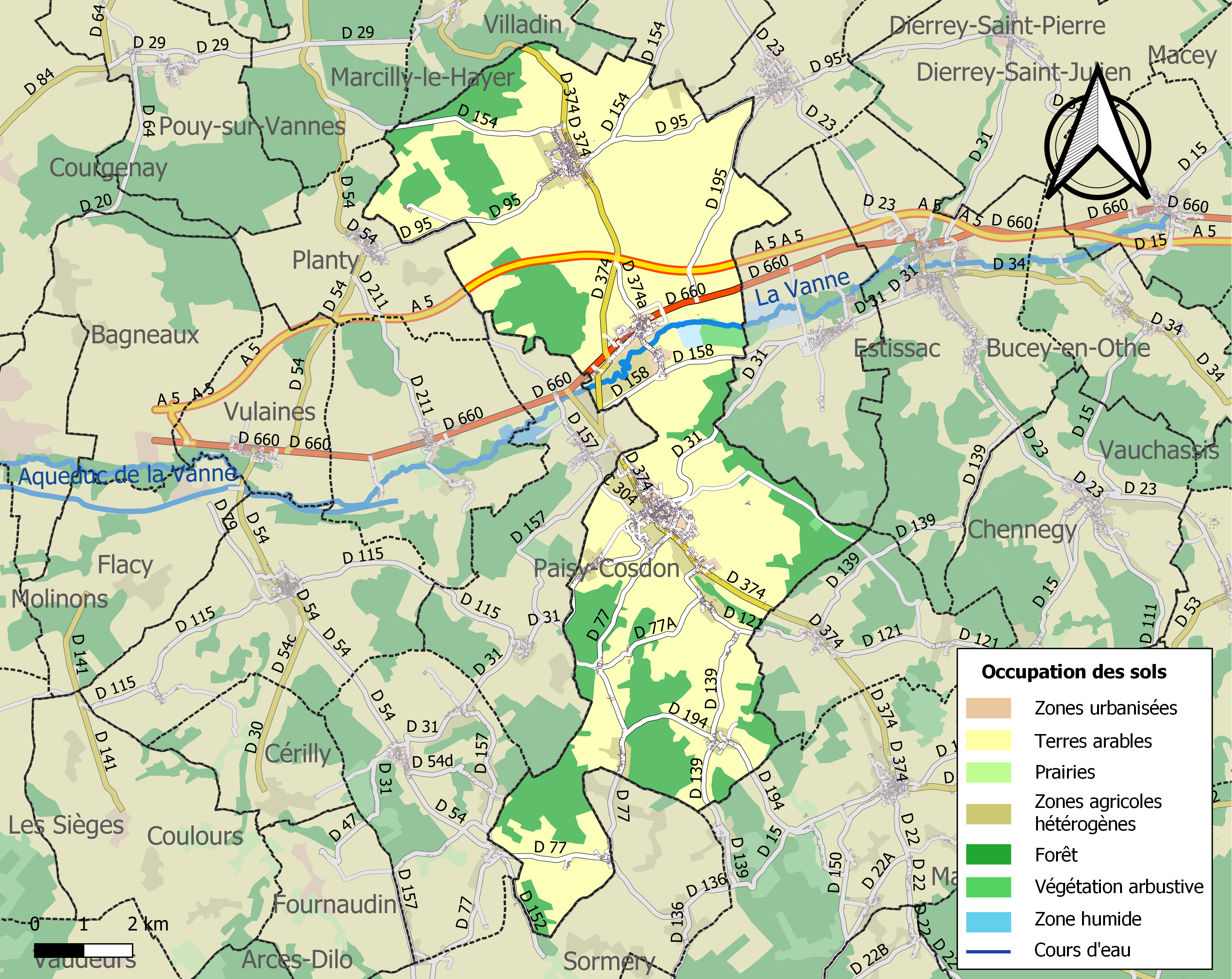

Aix-Villemaur-Pâlis · Auxon · Bercenay-en-Othe · Bucey-en-Othe · Bérulle · Chamoy · Chennegy · Chessy-les-Prés · Coursan-en-Othe · Courtaoult · Les Croûtes · Davrey · Eaux-Puiseaux · Estissac · Ervy-le-Châtel · Fontvannes · Maraye-en-Othe · Marolles-sous-Lignières · Messon · Montfey · Montigny-les-Monts · Neuville-sur-Vannes · Nogent-en-Othe · Paisy-Cosdon · Planty · Prugny · Racines · Rigny-le-Ferron · Saint-Benoist-sur-Vanne · Saint-Mards-en-Othe · Saint-Phal · Vauchassis · Villemoiron-en-Othe · Villeneuve-au-Chemin · Vosnon · Vulaines